# Lake Cowichan (British Columbia)
Lake Cowichan ist eine Kleinstadt im Cowichan Valley auf Vancouver Island in British Columbia, Kanada. Die Gemeinde liegt am Cowichan Lake, etwa 30 Kilometer westlich von Duncan. Die Siedlung wird dabei vom Cowichan River durchflossen, welcher hier im See entspringt.
Obwohl Lake Cowichan heute nur eine kleine Stadt ist, war das Cowichan Valley war einst eins der Zentren zur Bauholzgewinnung in British Columbia. In der Vergangenheit führten zwei Eisenbahn-Hauptstrecken zum See und damit durch die Gemeinde. Im Zuge eines Strukturwandels der Bauholzindustrie haben die Eisenbahngesellschaften die Strecken jedoch aufgegeben. Heute ist Lake Cowichan ein Tourismuszentrum in der Region. Die Kleinstadt ist nicht nur Ausgangspunkt für den Zugang zum See, sondern auch für die umliegenden Provincial Parks wie den Cowichan River Provincial Park oder den Gordon Bay Provincial Park. Weiterhin führt die Route des Trans Canada Trail durch die Kleinstadt. Die Geschichte der Ansiedlung reicht jedoch weiter zurück, da vor einer Ansiedlung von Europäern das Gebiet schon Siedlungs- und Jagdgebiet der First Nation, hier der Lake Cowichan First Nation, war.
Die Zuerkennung der kommunalen Selbstverwaltung für die Siedlung erfolgte am 19. August 1944 (incorporated als Village Village Municipality of Lake Cowichan). Seit dem 26. November 1996 hat die Gemeinde den Status einer Kleinstadt (Town).
Die Kleinstadt gehört zu School District #79 – Cowichan Valley in Duncan. In der Kleinstadt finden sich zwei öffentliche Schulen, eine elementary school und eine secondary school.

## Demographie
Der Zensus im Jahr 2016 ergab für die Gemeinde eine Bevölkerungszahl von 1980 Einwohnern, nachdem der Zensus im Jahr 2011 für die Gemeinde noch eine Bevölkerungszahl von 2974 Einwohnern ergab. Die Bevölkerung hat damit im Vergleich zum letzten Zensus im Jahr 2011 um 8,5 % zugenommen und liegt damit deutlich über dem Provinzdurchschnitt von British Columbia mit einer Bevölkerungszunahme um 5,6 %. Im Zensuszeitraum 2006 bis 2011 hatte die Einwohnerzahl in der Gemeinde, entgegen dem Trend der Provinz, nur um 1,3 % zugenommen, während sie im Provinzdurchschnitt um 7,0 % zunahm.
Für den Zensus 2016 wurde für die Gemeinde ein Medianalter von 49,5 Jahren ermittelt. Das Medianalter der Provinz lag 2016 bei nur 43,0 Jahren. Das Durchschnittsalter lag bei 45,7 Jahren, bzw. bei 42,3 Jahren in der Provinz.
Zum Zensus 2011 wurde für die Gemeinde noch ein Medianalter von 46,5 Jahren ermittelt. Das Medianalter der Provinz lag 2011 bei nur 41,9 Jahren.

## Klima
Das Wort „Cowichan“ stammt vom Hul'qumi'num-Wort „Khowutzun“ und bedeutet warmes Land oder von der Sonne erwärmtes Land. Die Regenmengen und Sonnenstunden des pazifischen Nordwestens lassen den Wald zu einem gemäßigten Regenwald werden. Gemäß der Klimaklassifikation nach Köppen und Geiger herrscht ein maritimes Klima (Cfb) mit gemäßigt warmen Sommern und Wintern.
|                       | Jan   | Feb   | Mär   | Apr   | Mai  | Jun  | Jul  | Aug  | Sep  | Okt   | Nov   | Dez   |   |         |
| Mittl. Tagesmax. (°C) | 6,4   | 7,8   | 10,6  | 13,5  | 17,5 | 20,6 | 24,4 | 24,9 | 21,8 | 14,4  | 8,4   | 5,2   | ⌀ | 14,7    |
| Mittl. Tagesmin. (°C) | 0,5   | 0,2   | 1,8   | 3,6   | 6,6  | 9,3  | 11,2 | 11,2 | 8,5  | 5,1   | 2,4   | −0,2  | ⌀ | 5       |
|                       |       |       |       |       |      |      |      |      |      |       |       |       |   |         |
| Niederschlag (mm)     | 347,0 | 226,0 | 216,2 | 137,4 | 85,4 | 57,2 | 34,7 | 40,2 | 51,7 | 213,3 | 343,2 | 295,3 | Σ | 2.047,6 |

| 0,5 |

| 0,2 |

| 1,8 |

| 3,6 |

| 6,6 |

| 9,3 |

| 11,2 |

| 11,2 |

| 8,5 |

| 5,1 |

| 2,4 |

| −0,2 |

| 0,5 |

| 0,2 |

| 1,8 |

| 3,6 |

| 6,6 |

| 9,3 |

| 11,2 |

| 11,2 |

| 8,5 |

| 5,1 |

| 2,4 |

| −0,2 |

## Verkehr
Die Stadt ist Endpunkt des Highway 18. Der nächstgelegene Flugplatz ist der Duncan Airport.